# Стадион Џарет парк
Стадион Џарет парк (енгл. Jarrett Park) је вишенаменски стадион у Монтего Беју, Јамајка. Има капацитет да прими 4.000 гледалаца.
1976. био је домаћин првог женског тест меча, 1976. године, који су играле женска репрезентација у крикету из Западне Индије, против женска репрезентација у крикету из Аустралије.
Стадион је користио локални фудбалски клуб Себа јунајтед. Стадион је такође користила фудбалска репрезентација Јамајке, последњи пут на Карипском првенству 2008.

## Куп Кариба 2008.
На овом стадиону су се играле утакмице групне фазе, групе И и Ј, Купа Кариба 2008. године.

## Фудбалске утакмице
| Датум             | Утакмица                     | Резултат | Такмичење                  | Гледалаца |
| ----------------- | ---------------------------- | -------- | -------------------------- | --------- |
| 4. децембар 2008. | Хаити - Антигва и Барбуда    | 1 : 1    | Куп Кариба 2008. − група И | 0         |
| 4. децембар 2008. | Гваделуп - Куба              | 1 : 2    | Куп Кариба 2008. − група И | 0         |
| 8. децембар 2008. | Куба - Хаити                 | 0 : 1    | Куп Кариба 2008. − група И | 0         |
| 8. децембар 2008. | Антигва и Барбуда - Гваделуп | 2 : 2    | Куп Кариба 2008. − група И | 0         |
| 5. децембар 2008. | Барбадос - Тринидад и Тобаго | 1 : 2    | Куп Кариба 2008. − група Ј | 0         |
| 5. децембар 2008. | Јамајка - Гренада            | 4 : 0    | Куп Кариба 2008. − група Ј | 0         |